# Hanns Jelinek
 (décembre 2021).
Si vous disposez d'ouvrages ou d'articles de référence ou si vous connaissez des sites web de qualité traitant du thème abordé ici, merci de compléter l'article en donnant les références utiles à sa vérifiabilité et en les liant à la section « Notes et références ».
Pour les articles homonymes, voir Jelinek.
Hanns Jelinek (connu aussi sous les pseudonymes d'Hanns Elin, H. J. Hirsch, Jakob Fidelbogen), né le 5 décembre 1901 à Vienne et y est décédé le 27 janvier 1969  est un compositeur et professeur de musique autrichien.

## Biographie
Le père († 1917) d'Hanns Jelinek est ouvrier. À six ans, Hanns reçoit un violon et à sept ans un piano. En 1918, il devint membre du Parti communiste d'Autriche nouvellement créé. En 1918-19, il participe au séminaire Arnold Schoenberg sur la composition musicale à la Schwarzwaldschule de Vienne, avec une communication sur le contrepoint et l'harmonie. Il suit des cours privés avec Alban Berg. En 1920, il étudie à l'Académie de musique et des arts du spectacle de Vienne. Son professeur est Franz Schmidt. Il quitte l'Académie en 1922, pour des raisons financières et poursuit sa formation en autodidacte.
Pour gagner sa vie comme compositeur indépendant, il est pianiste dans les bars et cinémas et compose sous le pseudonyme d'Hanns Elin de la musique légère et populaire. À partir de 1934, ses œuvres sont influencées par le dodécaphonisme. En 1956, ses Three Blue Sketches, op. 25,  allient le dodécaphonisme et le jazz.
En 1958, il accepte un poste de professeur à l'Académie de musique de Vienne. En 1965, il est nommé professeur à l'université. Parmi ses élèves, on compte Petr Kotik, Gunnar Sønstevold, Walter Szmolyan, Igor Štuhec, Erich Urbanner, Bojidar Dimov, Anne-Marie Ørbeck et Heinz Karl Gruber.
Jelinek meurt à Vienne en 1969. Une tombe d'honneur lui est accordée au cimetière central de Vienne.
Sa production comprend des compositions « sérieuses » : six symphonies, des quatuors à cordes, des lieder, de la musique de chambre, mais aussi de la musique « légère », des opérettes, des chansons, ainsi que la musique de film. Ses compositions reflètent l'influence de son maître Schoenberg. Jelinek a écrit, dans le cadre de son enseignement à l'Académie de musique de Vienne, des ouvrages de théorie musicale se rapportant essentiellement à la technique dodécaphonique.

## Œuvres principales
- Œuvres musicales
  - 13 kleine Lieder pour chant et piano, op. 1 (1927)
  - Präludium, Passacaglia und Fuge pour orchestre de chambre, op. 4 (1922)
  - 3 Chansons, textes d'Erich Kästner (1930)
  - 1er quatuor à cordes, op. 10 (1931)
  - Suite pour orchestre à cordes, op. 11 (1931)
  - Symphonie concertante (Sinfonie Nr. 4) pour quatuor à cordes et orchestre,op. 12 (1931)
  - 2e quatuor à cordes op. 13 (1934-35)
  - Bubi Caligula, opérette (1947-53)
  - Zwölftonwerk, op. 15 (1947-52)
  - Sinfonia brevis op. 16 (1948-50)
  - Concertino, pour cordes, op. 17 (1951)
  - Fantaisie pour clarinette, piano et orchestre, op. 18 (1951)
  - Zwölftonfibel pour piano, op. 21 (1953-54)
  - Symphonie concertante (Sinfonie Nr. 6), op. 22 (1953)
  - Selbstbildnis des Marc Aurel pour narrateur et 4 instruments, op. 24 (1954)
  - Sonate pour violon, op. 27 (1956)
  - Unterwegs: Kantate nach Worten von Franz Kiessling pour soprano, vibraphone et contrebasse, op. 28 (1957)
  - Vier Songs pour voix et pinao, op. 29 (1957)
  - The Dances around the Steel Blue Rose Ballet (1956-59)
  - Canon nuptiale pour chœur mixte (1959)
  - Zehn zahme Xenien pour violon et piano, op. 32 (1960)
  - Rai Buba pour piano et orchestre; op. 34 (1962)
- Musique de film
  - Große Liebe (court métrage, 1966)
  - Omaru - Eine afrikanische Liebesgeschichte (Documentaire, 1956)